# Moraea vallisavium
Moraea vallisavium är en irisväxtart som beskrevs av Peter Goldblatt. Moraea vallisavium ingår i släktet Moraea och familjen irisväxter. Inga underarter finns listade i Catalogue of Life.